# O-Zone
O-Zone – mołdawski boys band muzyki dance, aktywny między 1998 a 2005 w Kiszyniowie. W skład zespołu wchodzili Dan Bălan, Radu Sîrbu, Arsenie Todiraș. Grupa zyskała popularność na całym świecie dzięki utworowi „Dragostea din tei” i późniejszemu albumowi DiscO-Zone.

## Historia

### 1998–2001: Formacja i wczesne lata
Zespół O-Zone został utworzony jako duet składający się z Dana Bălana i Petru Jelihovschiego w 1998 roku. Wydali swój pierwszy album „Dar, Unde Ești ...” w 1999 roku. Jednak Jelihovschi nie zamierzał wiązać swojej kariery z muzyką, więc odłączył się od Bălana. Niezrażony tym Bălan przeprowadził otwarte przesłuchania dla nowych członków zespołu. Podczas jednego z takich przesłuchań spotkał Arsenie „Arsenium” Todirașa, który ostatecznie przekonał początkowo sceptycznego Bălana swoją wersją „Love Me Tender” Elvisa Presleya. Bălan i Arsenium grali jako duet. Radu Sîrbu także chciał mieć szansę na przesłuchanie. Po udanym przesłuchaniu Sârbuu, O-Zone stało się trio.

### 2002–2004: Droga do sukcesu
W 2002 O-Zone przeprowadził się z Mołdawii do Bukaresztu, mając nadzieję na większe uznanie. Tam ich optymistyczna piosenka „Despre Tine” („O tobie”), stała się hitem z najwyższą pozycją na rumuńskiej liście Top 100 przez trzy tygodnie w lutym 2003 roku. Ich drugi hit, który przyniósł im uwagę na całym świecie, to „Dragostea din tei”, tłumaczone jako „Miłość pod lipą”. Piosenka stała się popularna w Rumunii, gdzie była na szczycie rankingu rumuńskich singli przez cztery tygodnie we wrześniu 2003 roku i straciła na popularności pod koniec 2003 roku. Jednak piosenka zyskała popularność we Włoszech, gdy mało znany duet Haiducii wydał cover „Dragostea din tei”, który znalazł się na szczycie włoskich list przebojów. Arsenie Todiraș powiedział później, że przerobienie utworu grupy było plagiatem, ponieważ Haiducii nie poprosił o pozwolenie na przeróbkę. Jednak sukces tej okładki spowodował poszukiwanie oryginalnego utworu i doprowadził ich do Time Records, włoskiej wytwórni muzycznej, oferującej O-Zone roczny kontrakt. Wkrótce po wydaniu tej piosenki we Włoszech, została wydana także w różnych innych krajach Europy w ramach Polydor Records i stała się hitem.
„Dragostea Din Tei” znalazło się na szczycie listy przebojów prawie tuzina krajów europejskich w 2004 roku. Doszedł do pierwszej dziesiątki w wielu innych krajach, w tym w Wielkiej Brytanii, gdzie osiągnął trzecie miejsce na liście singli. Ponowne wydanie „Despre Tine” w 2004 roku z tego samego albumu odniosło podobny sukces w całej Europie.
W przeciwieństwie do statusu multi-platynowego w Europie, O-Zone nigdy nie weszła na tabelę singli Billboard Hot 100 w Stanach Zjednoczonych, chociaż osiągnęła 14. pozycję na wykresie Hot Dance Airplay. Viralowe wideo Numa Numa pomogło zwiększyć świadomość o „Dragostea din tei” w Stanach Zjednoczonych, ale podczas gdy piosenka była grana w średnich i dużych stacjach, większość Amerykanów znała ją po prostu jako „Numa Numa Song” i nigdy nie znała nazwa oryginalnego utworu lub grupy, która go wykonała. „Dragostea din tei” został samplowany w utworze „Live Your Life” T.I. i Rihanna, która znalazł się na liście Billboard Hot 100 pod koniec 2008 roku.

### 2005–2006: Rozpad i sukces azjatycki
13 stycznia 2005, chociaż zespół był nadal bardzo popularny, członkowie O-Zone zapowiedzieli jego rozwiązanie, powołując się na osobiste powody. Ich ostatni europejski koncert odbył się podczas festiwalu muzycznego Golden Stag w 2005 roku w Rumunii.
Również w 2005 roku japońska wytwórnia muzyczna Avex Trax uzyskała prawa do dystrybucji muzyki O-Zone w Japonii i wydała album DiscO-Zone w sierpniu 2005 roku w tym kraju. Album, który zawiera utwór „Dragostea din tei”, odniósł ogromny sukces w Japonii. Na szczycie listy albumów Oricon, w samym tylko 2005 roku album osiągnął sprzedaż ponad 800 000 sztuk i stał się 12. najbardziej popularnym albumem w 2005. Częściowo dlatego, że album został ponownie wydany dwa razy przez Avex Trax, DiscO-Zone przez ponad rok był na liście tygodnika Oricon i sprzedał się w ponad milionie egzemplarzy.
9 maja 2017 z okazji Dnia Europy Dan, Radu i Arsenie zagrali wspólnie dwa koncerty w Kiszynowie i Bukareszcie. 1.01.2020 ponownie wystąpili razem w trakcie koncertu sylwestrowego w Bukareszcie.
Od 2024 Arsenie Todiraș występuje na koncertach posługując się nazwą O-Zone

## Dyskografia

### Albumy studyjne
| Dar, unde ești...           | - Data: 2000 - Wydawca: Media Services        | –  | – | –  | – | – | –  |                                                          |
| Number 1                    | - Data: 17 sierpnia 2002 - Wydawca: Cat Music | –  | – | –  | – | – | –  |                                                          |
| DiscO-Zone                  | - Data: 13 sierpnia 2003 - Wydawca: Cat Music | 39 | 5 | 15 | 3 | 9 | 15 | - FIN: złota płyta - FRA: złota płyta - POL: złota płyta |
| „–” album nie był notowany. |                                               |    |   |    |   |   |    |                                                          |

### Single
| „Despre Tine”                | 2003 | 7 | 2  | 14 | 27 | 4 | – | 4 | - FRA: złota płyta                                                                     | DiscO-Zone |
| „Dragostea din tei”          | 2003 | 3 | 1  | 2  | 1  | 1 | 3 | 1 | - BEL: 2x platynowa płyta - AUT: platynowa płyta - SWE: złota płyta - DNK: złota płyta | DiscO-Zone |
| „De ce plang chitarele”      | 2003 | – | 17 | –  | –  | – | – | – |                                                                                        | DiscO-Zone |
| „Megamix”                    | 2005 | – | 25 | –  | –  | – | – | – |                                                                                        | –          |
| „–” singel nie był notowany. |      |   |    |    |    |   |   |   |                                                                                        |            |